# Europameisterschaften im Modernen Fünfkampf 1991
Die Europameisterschaften im Modernen Fünfkampf 1991 wurden bei den Herren in Rom, Italien, sowie bei den Damen in Sofia, Bulgarien, ausgetragen. Erstmals fand bei den Herren auch eine Staffelkonkurrenz statt.

## Herren

### Einzel
| Platz | Land   | Sportler         |
| ----- | ------ | ---------------- |
| 1     | Ungarn | Ádám Madaras     |
| 2     | Polen  | Maciej Czyżowicz |
| 3     | Ungarn | László Fábián    |

### Mannschaft
| Platz | Land                   | Sportler                                      |
| ----- | ---------------------- | --------------------------------------------- |
| 1     | Ungarn                 | Ádám Madaras Attila Kálnoki Kis László Fábián |
| 2     | Sowjetunion            |                                               |
| 3     | Vereinigtes Königreich |                                               |

### Staffel
| Platz | Land        | Sportler                                      |
| ----- | ----------- | --------------------------------------------- |
| 1     | Ungarn      | Ádám Madaras Attila Kálnoki Kis László Fábián |
| 2     | DDR         |                                               |
| 3     | Sowjetunion |                                               |

## Damen

### Einzel
| Platz | Land        | Sportlerin        |
| ----- | ----------- | ----------------- |
| 1     | Sowjetunion | Schanna Schubenok |
| 2     | Polen       | Dorota Idzi       |
| 3     | Polen       | Anna Sulima       |

### Mannschaft
| Platz | Land        | Sportlerinnen                                          |
| ----- | ----------- | ------------------------------------------------------ |
| 1     | Sowjetunion | Schanna Schubenok Irina Krasnowa Tatjana Tschernezkaja |
| 2     | Ungarn      |                                                        |
| 3     | Polen       |                                                        |

## Medaillenspiegel
| Platz | Land                   | Goldmedaille | Silbermedaille | Bronzemedaille |
| 1     | Ungarn                 | 3            | 1              | 1              |
| 2     | Sowjetunion            | 2            | 1              | 1              |
| 3     | Polen                  | –            | 2              | 2              |
| 4     | DDR                    | –            | 1              | –              |
| 5     | Vereinigtes Königreich | –            | –              | 1              |